# Maciej Jabłoński (dziennikarz)
Maciej Jabłoński (ur. 3 grudnia 1973) – polski dziennikarz sportowy, prezenter telewizyjny, lektor, trener emisji głosu i wystąpień publicznych.

## Życiorys
Jest dziennikarzem od 1997 roku. Zaczynał w TVN jako reporter, prezenter i wydawca serwisów informacyjnych oraz wydawca i producent transmisji spotkań NBA. Od 1999 roku w Wizji Sport – jako reporter i wydawca magazynów koszykarskich. Od 2001 roku w TVN24 – jako wydawca i prezenter serwisów informacyjnych oraz lektor autopromocji w TVN Turbo.
Od 18 listopada 2006 roku związany ze stacją TVP Sport. Prowadził Sportowy Wieczór oraz Sportową Niedzielę w TVP Sport i TVP Info. Gospodarz studia olimpijskiego Pekin 2008, Londyn 2012, Soczi 2014, Rio 2016, Pjongczang 2018 a także reporter na Igrzyskach Olimpijskich w Vancouver w 2010 roku. Obecnie prowadzi serwisy sportowe w TVP Info oraz Wiadomości Sportowe w TVP1. Jest także prezenterem i reporterem podczas transmisji sportowych na antenach TVP. W 2008 roku otrzymał nagrodę dla Najlepszego Dziennikarza Sportowego Roku.
Od stycznia 2024 prowadzi serwisy informacyjne w TVP Info.
Jest także lektorem. Ma na koncie reklamy radiowe i telewizyjne, filmy, materiały multimedialne oraz audiobooki. Współpracuje z wieloma studiami lektorskimi w kraju. Prowadzi zajęcia w Akademii Telewizyjnej TVP.
Ukończył Akademię Muzyczną im. Fryderyka Chopina w Warszawie.